# Chloroceryle
Chloroceryle – rodzaj ptaków z podrodziny rybaczków (Cerylinae) w rodzinie zimorodkowatych (Alcedinidae).

## Zasięg występowania
Rodzaj obejmuje gatunki występujące w Ameryce.

## Morfologia
Długość ciała 13–30 cm; masa ciała samic 12–140 g, samców 10–121 g.

## Systematyka

### Etymologia
- Chloroceryle: gr. χλωρος khlōros „zielony”; rodzaj Ceryle Boie, 1828 (rybaczek)[5].
- Amazonis: Amazonia[6]. Gatunek typowy: Alcedo superciliosa Linnaeus, 1766 (= Alcedo aenea Pallas, 1764).

### Podział systematyczny
Do rodzaju należą następujące gatunki:
- Chloroceryle amazona (Latham, 1790) – rybaczek amazoński
- Chloroceryle americana (J.F. Gmelin, 1788) – rybaczek zielony
- Chloroceryle aenea (Pallas, 1764) – rybaczek mały
- Chloroceryle inda (Linnaeus, 1766) – rybaczek rdzawy